# Державин, Иван Семёнович
Иван Семёнович Державин (1756, Новгородская губерния, — 1826, Санкт-Петербург) — обер-священник русской армии и флота с 20 июля 1807 по 1826 год. Член Вольного экономического общества, протоиерей, член Святейшего синода.

## Биография
Родился в 1756 году в Новгородской губернии. По окончании Новгородской духовной семинарии в 1775 году он, как наилучший из учеников был оставлен при семинарии учителем информаторского (низшего) класса, а через три года в 1788 году был переведён в Санкт-Петербург в новоучреждённую Александро-Невскую главную семинарию учителем поэзии и красноречия.
В 1790 году он стал священником Петербургской Вознесенской церкви; был законоучителем в Мариинском институте (1802) и родильном институтах, также в немецком Петропавловском училище.
В 1798 году Державин был возведён в сан протоиерея, а 20 июля 1807 года был назначен обер-священником военного и флотского духовенства и членом Святейшего Синода; в ноябре того же 1807 года Державин был назначен членом Комитета по усовершенствованию духовных училищ, а через год — членом Комиссии духовных училищ, учреждённой при Святейшем синоде. В делах комиссии он принимал деятельное участие и в случаях возникавших разногласий не стеснялся заявлять отдельные мнения, расходясь с наиболее влиятельными в ней и в Св. синоде членами.
По военному ведомству известна деятельность Державина по устройству армейской семинарии во внутреннем административном отношении и во внешнем (для неё куплен новый дом и увеличены средства содержания). В 1808 году он был награждён орденом Св. Анны 1-й степени.
С 1816 года после реформы центрального военного управления и учреждения Главного штаба, из ведомства обер-священника Державина было выделено духовенство Гвардейского корпуса, которое оказалось в подчинении обер-священника Главного штаба; в 1816 году введена должность священника штаба Грузинского отдельного корпуса. В 1820 году резиденция обер-священника с церковью была переведена в здание на Б. Подьяческой улице (совр. д. 32), где располагалась до 1892 года.
По инициативе Державина стационарные церкви, находившиеся при воинских учреждениях: батальонных, полковых, крепостных, госпитальных и др., были переданы из епархиального ведомства в подчинение обер-священнику армии и флота. Указ Святейшего синода об этом был подписан 29 сентября 1826 года, уже после его смерти.
Скончался Державин 8 (20) марта 1826 года. Похоронен в церкви Воскресения Христова в Петербурге на Волковском православном кладбище. На надгробии находилась эпитафия: «Он Церкви и Царю усердный был служитель, / Всю жизнь свою, труды Отчизне посвятил, / Семейства своего подпора, утешитель, / Как самого себя, он ближнего любил». Могила утрачена после закрытия церкви в 1936 году.
Николай I пожаловал его вдове и 2 дочерям единовременное пособие 5 тыс. руб. и пожизненную пенсию 4 тыс. руб. в год.

## Литературные труды
- Слово о должности воина. — СПб., 1812;
- Речь к военнослужащим по случаю пожалования георгиевских знамён. — СПб., 1813;
- Речь на случай возвращения воинства из Франции. — СПб., 1814;
- Стихи в ответ Г. Р. Державину на его заносчивый «Приказ привратнику». Филарет — «Обзор», 432; Чистович — «Руковод. деятел. дух. просвещ. в России». Сборник И. Р. И. О. СХІІІ. Здр. {Половцов} Державин, Иоанн Семёнович член Синода, обер-священник армии и флота, писатель.